# Dioști, Dolj
Dioști este satul de reședință al comunei cu același nume din județul Dolj, Oltenia, România.